# Liuba Chișinevschi
Liuba Chișinevschi (n. 1911 Tighina, Gubernia Basarabia – d. 1981) a fost o activistă comunistă, soția politicianului comunist Iosif Chișinevschi, care la căsătorie a adoptat numele ei de familie. Liuba Chișinevschi a fost membru C.C. al P.C.R., deputat în sesiunea 1952 - 1957 și membru al Prezidiului Marii Adunări Naționale, secretară a Consiliului Central al Sindicatelor, membru și apoi vicepreședintă a Comisiei Controlului de Partid.

## Distincții
- Medalia „A cincea aniversare a Republicii Populare Române” (24 decembrie 1952) „pentru lupta și munca duse în vederea făuririi, consolidării și prosperării Republicii Populare Române”[5]
- Ordinul „Tudor Vladimirescu” clasa a II-a (4 mai 1971) „cu prilejul aniversării a 50 de ani de la constituirea Partidului Comunist Român, [...] pentru activitate îndelungată în mișcarea muncitorească și merite deosebite în opera de construire a socialismului”[6]